# Narn
Los narn son una especie alienígena ficticia del universo de la saga de ciencia ficción Babylon 5, protagónica en la serie. 

## Origen
El planeta Narn originalmente era un exuberante paraíso repleto de océanos, selvas, bosques y mucha vida animal incluyendo las ruidosas bestias Van. Los narn eran un pueblo agricultor y naturista que utilizaba los recursos naturales moderadamente, preservando grandes extensiones de jungla. Después de las dos terribles invasiones centauri, el planeta quedó convertido en un desierto arenoso, ventoso y con una terrible pérdida de especies animales, incluyendo la ahora especie en peligro de extinción, los Van. 

## Historia
Durante la Primera Guerra de las Sombras (siglo XIII del calendario humano), las Sombras usaron el sur del planeta como base hasta que los telépatas narn los expulsaron. A raíz de esto, en represalia, todos los telépatas fueron exterminados por las Sombras por lo que ya no existen telépatas narn. 
Mantuvieron una sociedad dividida en naciones-estado separadas entre sí, y sin mayor contacto con otras especies hasta mediados del siglo XXII, los primitivos narn, tecnológicamente menos avanzados que otras especies –incluyendo hasta a los humanos- fueron visitados por los centauri a quienes consideraron semidioses. Aprovechándose de esto, los centauri los invadieron y esclavizaron. Explotaron hasta la destrucción sus recursos naturales, por lo que los narn comenzaron una guerra de guerrillas asesinando cientos de centauri en atentados terroristas. Los centauri tomaban represalias genocidas asesinando a miles de civiles narn, pero finalmente en el 2209 liberaron Narn y partieron del planeta.
Los líderes rebeldes formaron un gobierno global llamado el Kha-Ri, y preservaron la independencia formándose en una de las potencias de la Galaxia, a pesar de ser menos desarrollada tecnológicamente y de dominar el viaje espacial por menos tiempo que las otras potencias de Vorlon, Minbari, Centauri e incluso Humanos hasta la reinvasión de su mundo en la Segunda Guerra Centauri-Narn medio siglo después.
Tras ser liberados, y para poder sobrevivir, los narn comenzaron una carrera expansionista conquistando otros planetas vecinos mediante tecnología centauri, o negociando de manera sucia con mundos más débiles y vulnerables, o comerciando con bandidos y piratas (son los únicos dispuestos a vender tecnología a los humanos durante la guerra minbari, a pesar de las posibles represalias de los minbari de descubrirlo, aunque deseaban que, de descubrirlo y debido a que su tecnología deriva de la centauri, los minbari pensaran que habían sido estos los responsables y atacaran a sus eternos enemigos). Todo esto, sumado a la mala publicidad que les hacían los centauri, les hizo acreedores de una pésima reputación e impopularidad que les costaría caro después. Los narn, al principio de la serie Babylon 5, eran una especie de villanos y maleantes dispuestos a todo. Pero, cuando los centauri –bajo influencia de las Sombras secretamente- agreden de nuevo colonias narn, estos declaran la guerra a los centauri. Pero sin amigos en la Galaxia, pronto perdieron terreno en la guerra hasta ser invadidos por la República Centauri de nuevo. 
Tras lograr la liberación, por segunda vez, los narn se recuperan rápidamente. Se unen a la Alianza Interestelar y forman parte entusiastamente de la flota de naves aliadas que bombardea Centauri Prima durante la Guerra entre la Alianza y la República Centauri.

## Gobierno
El cuerpo de gobierno de los narn se denomina el Kha-Ri, conformado por una serie de círculos concéntricos de cada una de las castas narn, comenzando por los el Primer Círculo de los nobles, el Segundo de los líderes espirituales, el Tercero de los funcionarios administrativos (como el propio G'Kar), el Cuarto de los Militares, y así sucesivamente hasta el octavo de los aprendices. La capital de Narn es la ciudad de G’Khamazad donde se ubica la sede del Kha'Ri.

## Sociedad
Como su gobierno, la sociedad narn se encuentra dividida en castas desde las ocho castas gobernantes hasta los obreros, plebeyos y los «perdidos» –criminales, indigentes, enfermos mentales, prostitutas, etc. –las ciudades narn se conforman con distritos concéntricos que representan esta división social.

## Religión
Como los humanos, los narn practican distintas religiones, así como hay narn ateos (como Na’Toth, la asistente de G’Kar en un principio). El propio G’Kar es seguidor de la religión de G’Quan, un sabio filósofo espiritual, autor del elevado Libro de G’Quan. Sin embargo, el propio G’Kar llega a convertirse en un icono religioso y su diario personal es transformado en el Libro de G’Kar. 

## Biología
Los narn son marsupiales. Tras el nacimiento del bebé por parte de la madre, este se deposita en una bolsa marsupial que tiene el padre donde termina su gestación.
Son físicamente muy fuertes, casi tanto como los minbari, y mucho más que humanos y centauri.
Los narn parecen sufrir una gran mortandad infantil ya que G'Kar le aseguró a Sheridan que, debido a que no muchos infantes alcanzaban la vida adulta, se les proporciona un nombre genérico a los niños, y es hasta la adolescencia que se les suministra el nombre propio. 
- Datos: Q3622588